# Урочище «Війницьке»
Уро́чище «Ві́йницьке» — заповідне урочище місцевого значення в Україні. Розташоване в межах Дубенського району Рівненської області, на південний схід від села Війниця. 
Площа 10 га. Статус надано згідно з рішенням облвиконкому від 23.01.1990 року № 10 (зміни згідно з рішенням облвиконкому від 18.06.1991 року № 98). Перебуває у віданні Війницької сільської ради. 
Статус надано з метою збереження невеликого лісового масиву в заплаві річки Іква (притока Стиру). Місце зростання рідкісного виду — меч-трави болотної, занесеного до Червоної книги України.